# غلطة سراي
نادي غلطة سراي الرياضي (بالتركية: Galatasaray Spor Kulübü) هو نادٍ رياضي تركي من إسطنبول، ويبرز الفريق في لعبة كرة القدم بشكل أكبر. تأسس في 20 أكتوبر 1905 بواسطة علي سامي ين وهو أحد الأربعة الكبار في كرة القدم التركية. يلعب في الدوري التركي الممتاز.
يعدّ غلطة سراي أنجح الفرق التركية، فهو أكثر الفرق التركية فوزاً بلقب الدوري التركي الدرجة الأولى لكرة القدم بواقع 24 مرة ممتلكاً الرقم القياسي، كما أنه أكثر الفرق التركية فوزاً بلقب كأس تركيا بواقع 18 بطولة، وأكثر الفرق التركية فوزاً بكأس السوبر التركي بواقع 17 بطولة. أما أوروبياً، هو الأفضل بلا منازع إذا ما قورنت إنجازاته بإنجازات الأندية التركية. فهو أول فريق تركي وأكثرها مشاركة في دوري أبطال أوروبا، وهو أول فريق تركي والوحيد الذي فاز بمسابقة أوروبية، كان ذلك في عام 2000 بعد فوزه بكأس السوبر الأوروبي وكأس الاتحاد الأوروبي. بعدما فاز على نادي آرسنال الإنجليزي بالركلات الترجيحية. كما صنف كأفضل نادٍ في العالم في يناير عام 2001.
في عام 2011 تم نقل مباريات الفريق من ملعب علي سامي ين الذي اتخذ ملعباً رسمياً للفريق منذ 1964، إلى ملعب تورك تليكوم أرينا الجديد الواقع في مدينة إسطنبول التركية، والذي افتتح في 2011، ويسع ل 52,652 ألف متفرج. يدرب النادي حالياً المدرب التركي اوكان بوروك. 6 فبراير 2025 – أعلن نادي غلطة سراي التركي عن تعاقده مع لاعب الوسط ماريو ليمينا قادمًا من نادي ولفرهامبتون الإنجليزي، وذلك مقابل 2.5 مليون يورو.

## أرقام فريدة
- أول فريق تركي شارك في دوري أبطال أوروبا.
- أكثر الفرق التركية مشاركة في دوري أبطال أوروبا بواقع 11 مشاركة.
- أول فريق تركي والوحيد الذي تأهل لدور نصف النهائي بمسابقة دوري أبطال أوروبا.
- أول فريق تركي والوحيد الذي تأهل لدور ربع النهائي بمسابقة دوري أبطال أوروبا.
- أول فريق تركي والوحيد الذي فاز بمسابقة أوروبية، كان ذلك في عام 2000 بعد فوزه بدوري أوروبا وكأس السوبر الأوروبي.
- أول فريق تركي يفوز ببطولة أوروبية من دون أي هزيمة.
- أكثر الفرق التركية فوزاً بمسابقة دوري السوبر التركي على التوالي، 4 مرات في أعوام 1996 ولغاية 2000.
- أكثر الفرق تركي فوزاً بمسابقة دوري السوبر التركي تحت قيادة مدربين أتراك، 8 مرات.
- يحمل الرقم القياسي العالمي في فوزه على أرضه بشكل متتالٍ، 24 مباراة من 13 مايو 2001 حتى 8 ديسمبر 2002.
- أكثر الفرق فوزاً بلقب الدوري التركي الممتاز، 21 مرة.
- أكثر الفرق فوزاً بلقب كأس تركيا، 17 مرة.
- أكثر الفرق تسجيلاً للأهداف في الدوري التركي بموسم واحد، 105 هدف في موسم 1962-63.
- أول فريق تركي يضع النجمة الذهبية الثالثة في عام 2002 بعدما فاز الدوري التركي الممتاز خمسة عشر مرة.
- أكثر اللاعبين فوزاً بلقب الدوري التركي الممتاز هما لاعبا غلطة سراي، هاكان شوكور بولنت كوركماز، بواقع 8 بطولات.
- سجل لاعب غلطة سراي أيهان أكمان الهدف رقم 1000 للأندية التركية في المسابقات الإوروبية، وكان ذلك في 12 مارس 2009 ضد نادي نادي هامبورغ الألماني في ألمانيا في مسابقة كأس الاتحاد الأوروبي.

## بطولات النادي

شعار النادي قديما ... يلاحظ وجود حرفي السين و الغين بالحروف العربية.

### البطولات المحلية
- دوري السوبر التركي (25 مرة): 1961-62, 1962-63, 1968-69, 1970-71, 1971-72, 1972-73, 1986-87, 1987-88, 1992-93, 1993-94, 1996-97, 1997-98, 1998-99, 1999-2000, 2001-02, 2005-06, 2007-08, 2011–12, 2012–13, 2014-15, 2017-18, 2018–19, 2022–23 , 2023–24
- كأس تركيا (19 مرة): 1963, 1964, 1965, 1966, 1973, 1976, 1982, 1985, 1991, 1993, 1996, 1999, 2000, 2005, 2014, 2015, 2016, 2018–19, 2024–25
- كأس السوبر التركي (17 مرة): 1966, 1969, 1972, 1982, 1987, 1988, 1991, 1993, 1996, 1997, 2008, 2012, 2013, 2015, 2016, 2019, 2023

### البطولات القارية
- كأس الاتحاد الأوروبي / الدوري الأوروبي (1): 1999-2000.
- كأس السوبر الأوروبي (1): 2000.
- دوري أبطال أوروبا (نصف النهائي): 1988–1989
- كأس الكؤوس الأوروبية (نصف النهائي): 1991–1992.

### بطولات أخرى
- دوري ميلي كوم[الإنجليزية] (مرة): 1939.
- كأس رئيس الوزراء[الإنجليزية] (5 مرات): 1975, 1979, 1986, 1990, 1995
- دوري إسطنبول لكرة القدم[الإنجليزية] (15 مرة): 1908–09, 1909–10, 1910–11, 1914–15, 1915–16, 1921–22, 1924–25, 1925–26, 1926–27, 1928–29, 1930–31, 1948–49, 1954–55, 1955–56, 1957–58
- كأس إسطنبول لكرة القدم[الإنجليزية] (مرتين): 1941–42, 1942–43.
- درع إسطنبول[الإنجليزية] (مرة): 1932–33.

## اللاعبون

### التشكيلة الأساسية

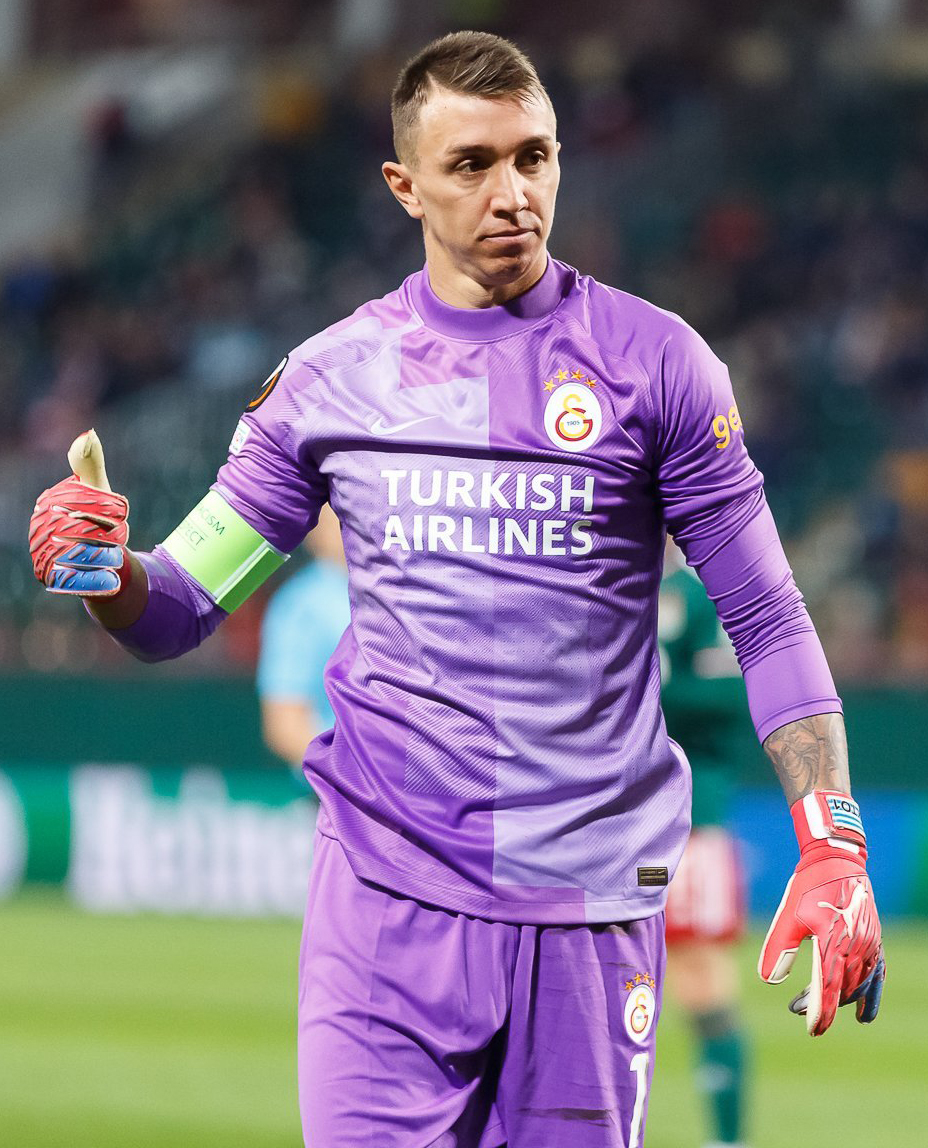
فيرناندو موسليرا قائد الفريق.

آخر تحديث 28 سبتمبر 2022.
ملاحظة: تشير الأعلام إلى المنتخب بحسب قواعد الأهلية المعتمدة من قبل الفيفا؛ تنطبق بعض الاستثناءات المحدودة. وقد يحمل اللاعبون أكثر من جنسية لا تعترف بها الفيفا.
| الرقم | البلد      | المركز | اللاعب                              |
| ----- | ---------- | ------ | ----------------------------------- |
| 1     | الأوروغواي | حارس   | فيرناندو موسليرا                    |
| 2     | فرنسا      | مدافع  | ليو دوبويس                          |
| 3     | هولندا     | مدافع  | باتريك فان آنهولت                   |
| 4     | الدنمارك   | مدافع  | ماثياس روس                          |
| 5     | الأوروغواي | وسط    | لوكاس توريرا                        |
| 6     | النرويج    | وسط    | فريدريك ميدتسجو                     |
| 7     | تركيا      | وسط    | كريم أكتورك أوغلو                   |
| 9     | سويسرا     | مهاجم  | هاريس سيفيروفيتش (معار من بنفيكا)   |
| 10    | بلجيكا     | مهاجم  | دريس ميرتنز                         |
| 11    | تركيا      | وسط    | يونس أكغون                          |
| 13    | تركيا      | مدافع  | إيمري تسدمير                        |
| 18    | فرنسا      | مهاجم  | بافيتيمبي غوميز                     |
| 22    | تركيا      | وسط    | بيركان كوتلو                        |
| 25    | الدنمارك   | مدافع  | فيكتور نيلسون                       |
| 26    | كوسوفو     | وسط    | ميلوت راشيكا (معار من نورويتش سيتي) |

| الرقم | البلد     | المركز | اللاعب                                   |
| ----- | --------- | ------ | ---------------------------------------- |
| 27    | البرتغال  | وسط    | سيرجيو أوليفيرا                          |
| 30    | النمسا    | وسط    | يوسف ديمير                               |
| 34    | تركيا     | حارس   | أوكان كوسوك                              |
| 40    | تركيا     | مدافع  | أمين بيرم                                |
| 42    | تركيا     | مدافع  | عبد الكريم بردكجي                        |
| 50    | تركيا     | حارس   | Jankat Yılmaz                            |
| 53    | تركيا     | وسط    | باريش ألبير يلماز                        |
| 63    | تركيا     | وسط    | Baran Aksaka                             |
| 64    | إسبانيا   | وسط    | خوان ماتا                                |
| 72    | تركيا     | مدافع  | Ali Bülbül                               |
| 81    | تركيا     | وسط    | Hamza Akman                              |
| 88    | تركيا     | مدافع  | Kazımcan Karataş                         |
| 90    | تركيا     | مدافع  | Metehan Baltacı                          |
| 93    | فرنسا     | مدافع  | ساشا بوي                                 |
| 99    | الأرجنتين | مهاجم  | ماورو إيكاردي (معار من باريس سان جيرمان) |

### اللاعبون المعارون
ملاحظة: تشير الأعلام إلى المنتخب بحسب قواعد الأهلية المعتمدة من قبل الفيفا؛ تنطبق بعض الاستثناءات المحدودة. وقد يحمل اللاعبون أكثر من جنسية لا تعترف بها الفيفا.
| الرقم | البلد                       | المركز | اللاعب                                                   |
| ----- | --------------------------- | ------ | -------------------------------------------------------- |
|       | تركيا                       | حارس   | Batuhan Şen (at نادي فاتح كاراغومروك until 30 June 2023) |
|       | تركيا                       | حارس   | Berk Balaban (at İskenderunspor until 30 June 2023)      |
|       | تركيا                       | مدافع  | Alpaslan Öztürk (at أيوب سبور until 30 June 2023)        |
|       | تركيا                       | مدافع  | إيشيق كان أرسلان (at Sarıyer until 30 June 2023)         |
|       | جمهورية الكونغو الديمقراطية | مدافع  | كريستيان لوينداما (at أنطاليا سبور until 30 June 2023)   |
|       | تركيا                       | مدافع  | Süleyman Luş (at توزلا سبور until 30 June 2023)          |
|       | تركيا                       | مدافع  | Yiğit Demir (at Adıyaman until 30 June 2023)             |
|       | تركيا                       | مدافع  | Berkan Keskin (at باندرمة سبور until 30 June 2023)       |
|       | تركيا                       | وسط    | تايلان أنتاليالي (at أنقرة غوجو until 30 June 2023)      |

| الرقم | البلد   | المركز | اللاعب                                                       |
| ----- | ------- | ------ | ------------------------------------------------------------ |
|       | تركيا   | وسط    | أوغولكان تشاغلايان (at غيرسون سبور until 30 June 2023)       |
|       | رومانيا | وسط    | Olimpiu Moruțan (at نادي بيزا until 30 June 2023)            |
|       | رومانيا | وسط    | ألكساندرو تشيكالداو (at نادي اتحاد كلباء until 30 June 2023) |
|       | تركيا   | وسط    | Atalay Babacan (at Sarıyer until 30 June 2023)               |
|       | تركيا   | وسط    | Abdussamed Karnuçu (at Tarsus until 30 June 2023)            |
|       | تركيا   | وسط    | Emre Kılınç (at أنقرة غوجو until 30 June 2023)               |
|       | مصر     | مهاجم  | مصطفى محمد (at نادي نانت until 30 June 2023)                 |
|       | تركيا   | مهاجم  | Eren Aydın (at Sarıyer until 30 June 2023)                   |

## أبرز الاعبين الذين مروا على الفريق
| - حسن شاش - حميد ألتينتوب - هاكان شوكور - فاتح تيريم - إيمري عاشق - براق يلماز - بولنت كوركماز - سلجوق إينان - جورجي هاجي - تافاريل - جو - إيلانو | - فيليبي ميلو - ميلان باروش - ويسلي شنايدر - ديديه دروغبا - إيمانويل إيبوي - براد فريدل - يونس بلهندة - بافيتيمبي غوميز - حكيم زياش |

## وصلات خارجية
- الموقع الرسمي (باللغة التركية والإنجليزية)